# Американська трагедія (фільм, 1981)
«Американська трагедія» — чотирисерійний художній фільм, знятий Центральним телебаченням СРСР в 1981 році на Литовській кіностудії, є екранізацією однойменного роману Теодора Драйзера.

## Сюжет
Клайд Гріффітс мріє піти вгору кар'єрними сходами і пробитися у вищі кола суспільства. Для того щоб здійснити свою найзаповітнішу мрію, Клайд готовий абсолютно на все, він навіть не зупиниться перед вчиненням страшного і безглуздого злочину…

## У ролях
- Гедимінас Сторпірштіс — Клайд Гріфітс
- Анна Алексахіна — Сондра Фінчлі
- Аїда Зара — Роберта Олден
- Регімантас Адомайтіс — Орвіл Мейсон, прокурор (озвучив Олександр Бєлявський)
- Альгірдас Шемешкявічюс — слідчий Фред Хейт
- Рімантас Сіпаріс — Самюел Гріфітс (озвучив Фелікс Яворський)
- Едгарс Лієпіньш — Тайтус Олден, батько Роберти
- Антра Лієдскалниня — дружина Тайтуса, мати Роберти
- Алексас Бурніцкас — Смілі, довірена особа Гріфітсов
- Едіта Сагатаускайте — Джіл Трамбл, подруга Сондри
- Ремігіюс Сабуліс — Ерл Н'юком, помічник прокурора
- Рута Сталілюнайте — Елізабет Гріфітс, дружина Самюеля Гріфітса
- Арунас Сторпірштіс — Гілберт Гріфітс, син Самуеля Гріфітса
- Вітаутас Шапранаускас — Томмі Ретерер, приятель Клайда по отелю
- Едмундас Мікульскіс — Кінсела, приятель Клайда по отелю
- Альгімантас Масюліс — адвокат Джефсон
- Тімофій Співак — Елвін Белнеп, адвокат
- Альгімантас Мажуоліс — помічник шеріфа
- Альгімантас Бружас — Фінчлі, батько Сондри і Стюарта (озвучив Володимир Ферапонтов)
- Рімвідас Музікявічюс — приятель Сондри
- Лілія Мулявічюте-Томкене — місіс Фінчлі, мати Сондри і Стюарта
- В. Рустейкайте — епізод
- Арунас Смайліс — Стюарт Фінчлі, брат Сондри
- Гінтарас Мікалаускас — Трейсі Трамбл, приятель Сондри
- Крістіна Андреяускайте — Джил Андерс, секретар прокурора
- Рімантас Багдзявічюс — помічник шерифа
- Владас Багдонас — репортер
- Є. Бернотенайте — епізод
- Рута Брашишкіте — квартирна хазяйка Клайда
- С. Вертинський — епізод
- Р. Дауноравічюте — епізод
- Олег Колякін — приятель Сондри
- Романас Мілашюс — помічник шеріфа
- Відас Петкявичюс — репортер
- Владас Радвілавічюс — журналіст-репортер
- Генрікас Кураускас — Ейса Гріфітс, батько Клайда
- Еугенія Плешкіте — дружина Ейси, мати Клайда
- Тетяна Селіхова — Гортензія, подружка Клайда
- Малл Сілланді — секретар Гріфітса
- Ірена Житкуте — хозяйка борделя
- Адольфас Вечерскіс — начальник посильних в отелі
- Нійоле Ожеліте — Бертіна Кренстон, подруга Сондри і Бели
- Арвідас Багдонас — приятель Клайда по отелю
- Йонас Біржіс — бармен в готелі
- Галина Даугуветіте — дама в готелі
- Сергій Зінов'єв — приятель Клайда по готелю
- Ірена Литвинович — подруга Уілларда Спарсера
- Аполонія Палуднявічюте — епізод
- Лінас Паугіс — приятель Клайда по готелю
- Антанас Пікяліс — пан в готелі
- Владас Радушис — приятель Клайда по готелю
- Вілія Раманаускайте — повія в борделі
- Яніна Рачкене — дівчина на вечірці
- Антанас Сейкаліс — постоялець готелю
- Еріка Таракявічюте — Бела Гріфітс
- Вольдемарас Хлебінскас — Уіллард Спарсер, приятель Ретерера
- Андрюс Шюша — адміністратор в готелі
- Арвідас Дапшис — Фреді Стельс, приятель Сондри
- Даля Ванцявічюте — Гертруда Трамбл, подруга Сондри
- Тамара Арсеньєва — робітниця фабрики
- Гінвіле Вайсетайте — Ванда Арнольд, знайома Сондри
- Альгірдас Заланскас — другий аптекар
- Наталія Кривцова — епізод
- Ілля Лопато — перший аптекар
- Антанас Габренас — суддя
- Альгірдас Врубляускас — помічник суддя
- Альгірдас Пінтукас — Саймон Гінсбор
- Владас Сіпайтіс — приятель Клайда
- Микола Трусов — лікар
- Гедимінас Буткус — репортер в залі суду
- Герардас Жаленас — журналіст
- Егідіюс Паулаускас — кандидат на посаду присяжного судді
- Вітаутас Пятрушкявічюс — репортер в залі суду
- Повілас Саударгас — епізод
- Тадас Діліс — молодший брат Клайда Гріфітса
- Альгімантас Кундяліс — відвідувач борделю
- Рімантас Гучас — відвідувач борделю
- Альгімантас Моцкус — лорд
- Раса Кіркільоніте — робітница фабрики
- Казимірас Прейкштас — присяжний засідатель
- Хенрікас Ванцявічюс — присяжний засідатель
- Потенція Пінкаускайте — жінка в залі суду
- Ромуальдас Класчюс — пан в залі суду
- Сігітас Рачкіс — репортер
- Юозас Канопка — тюремний кравець
- Лариса Калпокайте — подруга Фреді
- Нійоле Нармонтайте — подруга Фреді
- Сакалас Уждавініс — епізод
- Саулюс Баландіс — епізод
- Юрій Каран — епізод
- Боб Цимба — епізод

## Знімальна група
- Режисер — Маріонас Гедріс
- Сценарист — Пранас Моркус
- Оператор — Альгімантас Моцкус
- Композитор — Лайміс Вілкончюс
- Художник — Альгімантас Шюгжда